# Aire d'attraction de Castres
L'aire d'attraction de Castres est un zonage d'étude défini par l'Insee pour caractériser l’influence de la commune de Castres sur les communes environnantes. Publiée en octobre 2020, elle se substitue à l'aire urbaine de Castres, qui comportait 26 communes dans le dernier zonage qui remontait à 2010.

## Définition
L’aire d’attraction d'une ville est composée d’un pôle, défini à partir de critères de population et d’emploi ainsi que d’une couronne constituée des communes dont au moins 15 % des actifs travaillent dans le pôle. Le pôle d’attraction constitue ainsi un point de convergence des déplacements domicile-travail,.

## Type et composition
L’aire d'attraction de Castres est une aire intra-départementale qui comporte 55 communes dans le Tarn.
Elle est catégorisée dans les aires de 50 000 à moins de 200 000 habitants, une catégorie qui regroupe 24,1 % de la population d'Occitanie et 18,5 % au niveau national.

### Carte

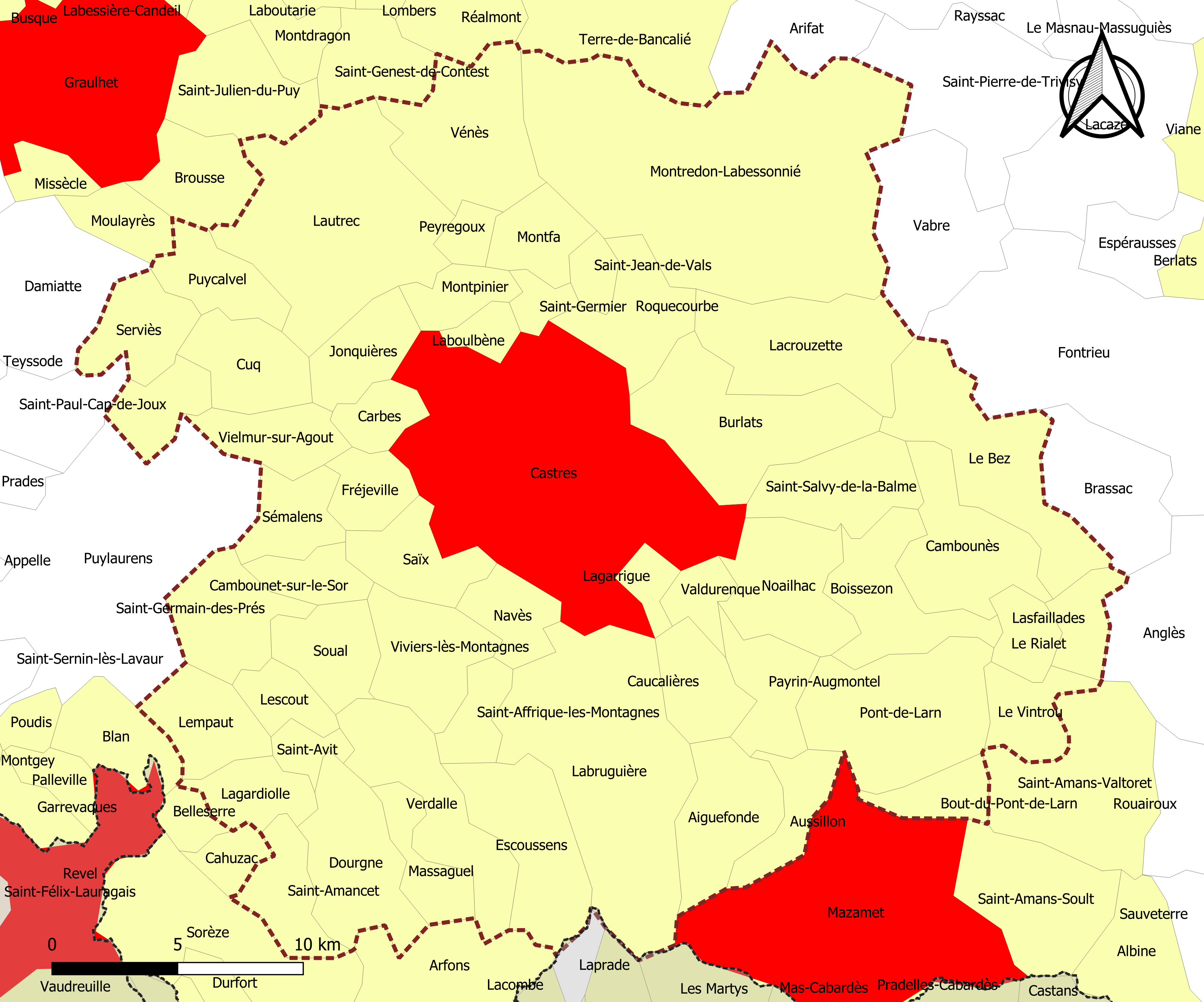
Carte de l'aire d'attraction de Castres.
Commune-centre
Commune de la couronne

### Composition communale
| Catégorie               | Département | Communes | Communes |
| Catégorie               | Département | Nombre   | Libellé |
| ----------------------- | ----------- | -------- | --- |
| Commune-centre          | Tarn        | 1        | Castres. |
| Communes de la couronne | Tarn        | 54       | Aiguefonde, Aussillon, Le Bez, Boissezon, Bout-du-Pont-de-Larn, Burlats, Cambounès, Cambounet-sur-le-Sor, Carbes, Caucalières, Cuq, Dourgne, Escoussens, Fréjeville, Jonquières, Laboulbène, Labruguière, Lacrouzette, Lagardiolle, Lagarrigue, Guitalens-L'Albarède, Lasfaillades, Lautrec, Lempaut, Lescout, Massaguel, Montfa, Montpinier, Montredon-Labessonnié, Navès, Noailhac, Payrin-Augmontel, Peyregoux, Pont-de-Larn, Puycalvel, Le Rialet, Roquecourbe, Saint-Affrique-les-Montagnes, Saint-Amancet, Saint-Avit, Saint-Germain-des-Prés, Saint-Germier, Saint-Jean-de-Vals, Saint-Salvy-de-la-Balme, Saïx, Sémalens, Serviès, Soual, Valdurenque, Vénès, Verdalle, Vielmur-sur-Agout, Le Vintrou, Viviers-lès-Montagnes. |